# Coelioxys incarinata
Coelioxys incarinata är en biart som beskrevs av Heinrich Friese 1904. Coelioxys incarinata ingår i släktet kägelbin, och familjen buksamlarbin. Inga underarter finns listade i Catalogue of Life.